# Uwe Schneider (Journalist)
Uwe Schneider (* 2. Mai 1964 in Berlin) ist ein deutscher Hörfunkjournalist, Medienmanager und Gründungsmitglied der Gruppe The Teens.

## Werdegang
Als 12-Jähriger gründete er 1976 die Band The Teens. Sie verkaufte zwischen 1978 und 1983 über 5 Millionen Platten und erhielt die Auszeichnungen und Ehrungen Bravo Otto, Goldener Hammer und Goldenes Popcorn. Später war er beim Rundfunksender RIAS Berlin tätig. 1987 wechselte er zum privaten Radiosender Hundert,6.
Als Moderator und Redakteur erfand er kommerzielle Sendeformate, wie „Geräusch gesucht“ „Hallo Popcorn“. Für Sat.1 Berlin entwickelte er lokale Show- und Spielkonzepte. Als Gründer und Geschäftsführer einer TV-Produktion produzierte er mehrere Jahre Feature für den MDR, ORB und Deutsche Welle. Er entwickelte das erste Deutsch/Amerikanische Hörfunkprogramm „Charlie 87,9“ und stand diesem als Programmdirektor vor. 1997 machte er sich als Berater selbstständig und entwickelte u. a. digitale und strategische Konzepte für Öffentlich-rechtliche und private Hörfunkveranstalter. Ende der 1990er Jahre wurde er zum Programmdirektor der Sächsischen Lokalradios (später BCS) ernannt. Das Programm führte er bis Ende 2010. Zu seinen Erfindungen gehörten „Wer oder was bin ich“, Morgenmädels oder „Blau Tour“. Parallel entwickelte er das Kinder- und Familienradio Teddy, das im August 2005 zum ersten Mal aus Potsdam für Berlin und Brandenburg auf Sendung ging und dem er als Gründungsgeschäftsführer und Programmdirektor in den ersten Jahren vorstand. Er ist dem Sender noch als Gesellschafter verbunden. Danach war er Geschäftsführer und Programmdirektor vom Hamburger Alsterradio. Mit den Spezialgebieten Kinderradio und strategische Produktentwicklung ist er Dozent bei Seminaren. Er ist Gründungsgeschäftsführer des ersten Deutschen Jobcenters für Medienschaffende „Media-Jobcenter.de“.
Musikalisch arbeitet Schneider heute vorwiegend in der Produktion von Hörfunkjingles und als Studiomusiker. Er schrieb und spielte Jingles u. a. für Radio Teddy, Radio Dresden und Hitradio RTL zusammen mit Peter Freudentaler (Fools Garden). Er ist Dauergast der Glam Rockformation „Final Stap“ des Prinzen-Sängers Tobias Künzel. Seit 2017 produziert er mit den ehemaligen Bandmitgliedern von The Teens – Michael Uhlich und Alexander Möbius – unter dem Namen The Teens Core neue Musik (CD „Friends“, Metropole Records 2020) und gelegentliche Live-Auftritte.
Seit 2015 ist er – unter anderem mit seinem ehemaligen RIAS-Kollegen Andreas Dorfmann – beim Potsdamer Radiosender BHeins tätig, vorwiegend als so genannte „Station-Voice“, aber gelegentlich auch als Moderator.